# As Pequenas Raposas
As Pequenas Raposas (The Little Foxes) é uma peça da dramaturga norte-americana Lillian Hellman, traduzida pela atriz Beatriz Segall e pelo professor universitário Marco Antonio Guerra, que foi encenada no Brasil em 2004 nas cidades do Rio de Janeiro e Brasília (no teatro do Centro Cultural Banco do Brasil, em ambas).

## Dados da Produção
Direção: Naum Alves de Souza

Cenografia: Celina Richers

Figurino: Beth Filipecki e Renato Machado

Iluminação: Aurélio de Simoni

Música: Edgar Duvivier

Elenco: 

Regina Giddens – Beatriz Segall

Benjamin Hubbard – Rogério Fróes

Oscar Hubbard – Ednei Giovenazzi

Birdie  Hubbard – Joana Fomm

Horace [Lawrence] Giddens – Sérgio Britto

Leo Hubbard – Pedro Osório

Alexandra  Giddens – Patrícia Werneck

William Marshall  – Roberto Pirillo 

Addie – Léa Garcia

Cal – Aires Jorge

## Ligações Externas
FLORES, Fulvio T. Nem só bem feitas, nem tão melodramáticas: The Children´s Hour e The Little Foxes, de Lillian Hellman. Dissertação de Mestrado apresentada à Faculdade de Filosofia, Letras e Ciências Humanas da Universidade de São Paulo. 2008. Disponível em: http://www.teses.usp.br/teses/disponiveis/8/8147/tde-08072008-150422/